# Tákesztán megye

tartomány megyéinek elhelyezkedése

Tákesztán megye (perzsául: شهرستان تاکستان Šahrestân-e Tâkestân) Irán Kazvin tartománynak egyik nyugati megyéje az ország északi részén. Északon, északkeleten Kazvin megye, keleten Buin-Zahrá megye, délen Ávadzs megye, délnyugatról, nyugatról az Zandzsán tartományban fekvő Abhar megye határolják. Székhelye a 120 000 fős Tákesztán városa. Második legnagyobb városa a  12 000 fős Eszfárvarin. További városai még: Horrámdaszt, Nárdzse és Ziábád. A megye lakossága 171 520 fő. A megye négy további kerületre oszlik: Központi kerület, Eszfárvárin kerület, Horrámdaszt kerület, Ziábád kerület és Nárdzse kerület.

## Fordítás
- Ez a szócikk részben vagy egészben  a   Takestan County című angol Wikipédia-szócikk ezen változatának fordításán alapul.  Az eredeti cikk szerkesztőit annak laptörténete sorolja fel. Ez a jelzés csupán a megfogalmazás eredetét és a szerzői jogokat jelzi, nem szolgál a cikkben szereplő információk forrásmegjelöléseként.